# Дауров, Борис Индрисович
Бори́с Индри́сович Дау́ров (род. 13 июня 1946) — доктор медицинских наук, профессор, автор более 130 научных и учебно-методических работ, среди которых монографии, учебные и методические пособия для врачей, соавтор Унифицированных программ по последипломному образованию врачей фтизиатров и пульмонологов РФ, автор тестовых и квалификационных программ для сертификации врача специалиста РФ. Руководитель Российского благотворительного фонда «Большая семья».

## Биография
Родился в ауле Хабез Карачаево-Черкесской республики. Окончив с золотой медалью школу, поступил и в 1970 году с отличием окончил Ставропольский медицинский институт. С 1970 по 1977 год работал сначала врачом-ординатором санатория Теберда, а затем главным врачом Хабезского района.
После окончания аспирантуры в 1977 переехал в Москву. Работал на кафедре фтизиопульмонологии ЦИУ врачей (ныне Академия последипломного образования), где прошёл путь от ассистента кафедры, доцента до профессора этой Академии.
C 2007 года является профессором кафедры пульмонологии, Московской медицинской академии им. И. М. Сеченова.
С 2013 года профессор Ставропольского медицинского университета.
Наряду с педагогической работой ведет научную и практическую работу. Основная область интересов — саркоидоз, туберкулёз и ряд других пульмонологических проблем.
Занимается общественной работой, которая направлена на возрождение и укрепление национальной культуры и самобытности черкесского народа, участвовал в организации адыгского культурного центра в г. Москве.
Воспитал трёх сыновей и трёх дочерей.
В 1989 году создал Российский благотворительный фонд «Большая семья». Сфера деятельности фонда — обмен опытом в воспитании детей, оказание помощи в трудоустройстве родителей, проведение совместных трудовых десантов в окультуривании садовых участков. В 90-е годы объединял более 600 семей многодетных москвичей и жителей Псковской и Новгородской областей.
В 2008 году занимался организацией гуманитарной операции в Южной Осетии.